# Тери Брисбейн
Тери Брисбейн (на английски: Terri Brisbin) е американска писателка, авторка на произведения в жанровете исторически и паранормален любовен роман.

## Биография и творчество
Родена е на 30 януари 1948 г. в Камдън, Ню Джърси, САЩ. От дете чете много романтични книги. В гимназията пише разкази и стихове, но преследва кариера на медицинска сестра. Като стажант в болницата е изпратена в клиниката по дентална медицина. Под влияние на лекаря, към когото е прикрепена, завършва „Стоматология“ в колежа в Камдън през 1976 г.
След дипломирането си работи 7 години в стоматологията в Камдън и 4 години като специалист към щатския съвет по стоматология. От 1989 г. работи като зъболекар на частна практика.
В средата на 1990-те години се насочва към творческото писане, след като прочита романи на Джули Гарууд. Става член на Асоциацията на писателите на любовни романи и участва в писателски конференции и семинари.
Първият ѝ роман „A Love Through Time“ от поредицата „Маккендимен“ е публикуван през 1998 г. Произведенията на писателката са преведени на 20 езика и са издадени в 25 страни.
Съвместява професията си на зъболекар с писането на романтична литература, а също участва като редактор на професионални бюлетини и списания.
Тери Брисбейн живее със семейството си в Бърлин, Ню Джърси.

## Произведения

### Самостоятелни романи
- The Queen's Man (2000)
- The Duchess's Next Husband (2005)
- The Maid Of Lorne (2006)

### Серия „Маккендимен“ (MacKendimen Clan)
1. A Love Through Time (1998)
2. A Matter of Time (1999)
3. Once Forbidden (2002)

### Серия „Дюмон“ (Dumont)
1. The Dumont Bride (2002) – награда за най-добър исторически роман от списание „Romantic Times“
2. The Norman's Bride (2004)
3. The Countess Bride (2004) – награда „РИО“ за най-добър исторически роман
4. The King's Mistress (2005)
5. Love at First Step (2004) – разказ в „The Christmas Visit“
6. The Claiming of Lady Johanna (2004) – разказ в „The Betrothal“

### Серия „Маклиъри“ (MacLerie)
1. Taming the Highlander (2006)
2. Surrender to the Highlander (2008)
3. Possessed By The Highlander (2008)
4. The Earl's Secret (2007)
5. The Highlander's Stolen Touch (2012)
6. At the Highlander's Mercy (2013)
7. The Highlander's Dangerous Temptation (2013)

### Серия „Британски рицари“ (Knights of Brittany)
1. The Conqueror's Lady (2009)
2. A Night for Her Pleasure (2009)
3. The Mercenary's Bride (2010)
4. His Enemy's Daughter (2011)

### Серия „Надарен“ (Gifted)
1. A Storm of Passion (2009)
2. A Storm of Pleasure (2010)
3. Mistress of the Storm (2011)

### Серия „Каменни кръгове“ (Stone Circles)
1. Rising Fire (2015)
2. Raging Sea (2015)
3. Blazing Earth (2016)

### Серия „Планински сблъсък“ (Highland Feuding)
1. Stolen by the Highlander (2015)
2. The Highlander's Runaway Bride (2016)
3. Kidnapped By The Highland Rogue (2016)

### Новели
- Kidnapping the Laird (2011)
Отвличането на леърда, фен-превод
- What the Duchess Wants (2011)
- A Storm of Love (2011)
- Taming the Highland Rogue (2012)

### Сборници
- „Love at First Step“ в The Christmas Visit (2004) – с Маргарет Мур и Гейл Ранстром
- „The Claiming of Lady Johanna“ в The Betrothal (2005) – с Миранда Джарет и Джоан Рок
- „Blame it on the Mistletoe“ в One Candlelit Christmas (2008) – с Ани Бъроус и Джулия Джъстис
- „A Storm Of Love“ в Undone (2010) – със Сюзън Джонсън и Мери Уин